# Enranciment
L'enranciment és la descomposició química dels greixos, olis i altres lípids (aquesta degradació també té lloc en el tallament de fluids fet mecànicament). Quan aquest procés té lloc en els aliments, en poden resultar olors i gustos indesitjats. Tanmateix en alguns casos, els gustos poden ser desitjats (com en els formatges envellits). En les carns processades, aquests sabors es coneixen en conjunt com gust sobre escalfat ("warmed over flavor")". L'enranciment també pot ser en detriment del valor nutritiu de l'aliment. Algunes vitamines són altament sensibles a la degradació.

## Vies de l'enranciment
Hi ha tres vies conegudes per l'enranciment.
L'enranciment per hidròlisi es dona quan l'aigua separa les cadenes dels àcids grassos de l'equelet de glicerol en triacilglicerols (greixos). El terme químic és hidròlisi èster. Normalment aquest procés d'hidròlisi passa inadvertit, ja que la majoria dels àcids grassos són inodors i sense gust. Tanmateix quan el triacilglicerol deriva d'àcids grassos de cadena curta, l'àcid carboxílic alliberat pot conferir olors i sabors forts. En la mantega hi ha el problema a més de tenir un alt contingut de derivats d'àcid butíric
L'enranciment oxidant s'associa amb la degradació per l'oxigen de l'aire. Per al via d'un procés de radical lliure, el doble enllaç d'un àcid gras insaturat pot alliberar aldehids i cetones volàtils. Aquest procés pot ser suprimit per l'exclusió de l'oxigen o per addició d'antioxidants. L'oxidació té lloc principalment en els greixos insaturats.
L'enranciment per microbis és un procés a càrrec de microorganismes, com els bacterisa, fant servir els sseus enzims com la lipasa per degradar el greix. Aquesta via es pot evitar mitjançant l'esterilització.

### Reduir l'enranciment

La via del radical lliure és la primera fase de l'enranciment oxidant.

Sovint s'afegeixen antioxidants als aliments que tenen greix per retardar o fer més suau el desenvolupament de l'enranciment per oxidació. Els antioxidants naturals inclouen els polifenols (per exemple, flavonoides), l'àcid ascòrbic (vitamina C) i tocoferols (vitamina E). Entre els antioxidants sintètics hi ha el BHA, BHT, TBHQ, i etoxiquina.
A més l'enranciment es pot disminuir, però no eliminar completament, emmagatzemant els greixos i olis en llocs frescos i foscos poc exposats a l'oxigen i als radicals lliures, ja que la calor i la llum acceleren la taxa de reacció dels greixos amb l'oxigen. L'addició d'agents antimicrobians també pot retardar o evitar l'enranciment.

## Mesurament de l'estabilitat oxidant
L'estabilitat oxidant és una mesura de la resistència d'un oli o un greix a l'oxidació. Com que el procés és una reacció en cadena, la reacció d'oxifdació primer és lenta i després s'accelera. El mètode Rancimat per a mesurar l'oxidació es fa servir amb un corrent d'aire a temperatures entre 50 i 220 °C. els productes d'oxidació volàtils (principalment àcid fòrmicp.47) es transporten pel corrent d'aire a un recipient on es mesuren.